# Josip Vidović

Josip Vidović (1930. – 12. kolovoz 2002.) bio je vratar Hajduka i RNK Split tijekom 50-ih godina prošlog stoljeća. U prvoj Splitovoj prvoligaškoj sezoni - 1957/58. - odigrao je jednu utakmicu. Boje Hajduka branio je 8 puta, i to dva puta u službenim utakmicama i 6 puta u prijateljskim.
Prvi službeni nastup za Hajduk bio je 29. svibnja 1949. protiv Lokomotive koju je Hajduk dobio s 4:1.